# Ixioliriaceae
Las ixioliriáceas (nombre científico Ixioliriaceae) son una pequeña familia de plantas monocotiledóneas distribuidas desde Egipto hasta el Asia Central. Son hierbas perennes con cormos, hojas en forma de roseta, las inflorescencias racimosas, y flores cortas tubulares azules con ovario ínfero. La familia fue reconocida por sistemas de clasificación modernos como el sistema de clasificación APG II del 2003 y el APWeb (2001 en adelante), cuando los análisis moleculares de ADN determinaron que su único género, Ixiolirion Fisch. ex Herbert, debía segregarse de la familia Amaryllidaceae donde tradicionalmente era ubicado, para conformar su propia familia.

## Filogenia
La posición de Ixioliriaceae y Tecophilaeaceae en el árbol filogenético de Asparagales todavía es poco clara. Algunos análisis moleculares de ADN unen estas dos familias en un clado, por ejemplo recibe apoyo de leve a moderado en Chase et al. (2000), Pires et al. (2006), y Givnish et al. (2006), y en Graham et al. (2006) recibe un apoyo más fuerte pero el muestreo es más bien pobre. En el análisis de 3 genes de Fay et al. (2000) el clado tiene un brazo muy largo. Estas dos familias comparten los cormos, la inflorescencia foliosa, y muchas veces, una inflorescencia casi capitada, las hojas de disposición espiralada y base envainadora, las flores más bien grandes, el verticilo externo de tépalos mucronado a aristado, el perianto formando un tubo corto, el androceo insertado en la boca, y un número cromosómico x=12 (Soltis et al. 2005 y APWeb). También se encuentran otras topologías: en Janssen y Bremer (2004) Ixioliriaceae diverge considerablemente antes (si bien es adyacente a) Tecophilaeaceae; y en Davis et al. (2004), con un muestreo pobre, se encuentra algún apoyo para hermanar a Ixioliriaceae con Iridaceae, también en Chase et al. (2006) se encuentra apoyo (esta vez fuerte) para este parentesco, en donde el clado es hermano de Doryanthaceae (pero con apoyo bajo).

## Taxonomía
El género y las especies, conjuntamente con su publicación válida y distribución se listan a continuación (Royal Botanic Gardens, Kew):
Ixiolirion Fisch. ex Herb., Appendix: 37 (1821). 4 especies:
- Ixiolirion ferganicum Kovalevsk. & Vved., Bot. Mater. Gerb. Inst. Bot. Zool. Akad. Nauk Uzbeksk. S.S.R. 16: 18 (1961). Distribuida en el centro de Asia
- Ixiolirion karateginum Lipsky, Trudy Imp. S.-Peterburgsk. Bot. Sada 18: 108 (1900). Del centro de Asia y noroeste de Pakistán
- Ixiolirion songaricum P.Yan, En: Fl. Xinjiangensis 6: 605 (1996). Nativa del noroeste de China.
- Ixiolirion tataricum (Pall.) Schult. & Schult.f., En:  J.J.Roemer & J.A.Schultes, Syst. Veg. 7: 752 (1829). Oriunda del este de Turquía hasta el Kashmir.
  - Ixiolirion tataricum var. ixiolirioides (Regel) X.H.Qian, Bull. Bot. Res., Harbin 4(2): 158 (1984). Una variedad del centro de Asia
  - Ixiolirion tataricum var. tataricum. Oriunda del este de Turquía hasta Cachemira